# Ulmer Tor

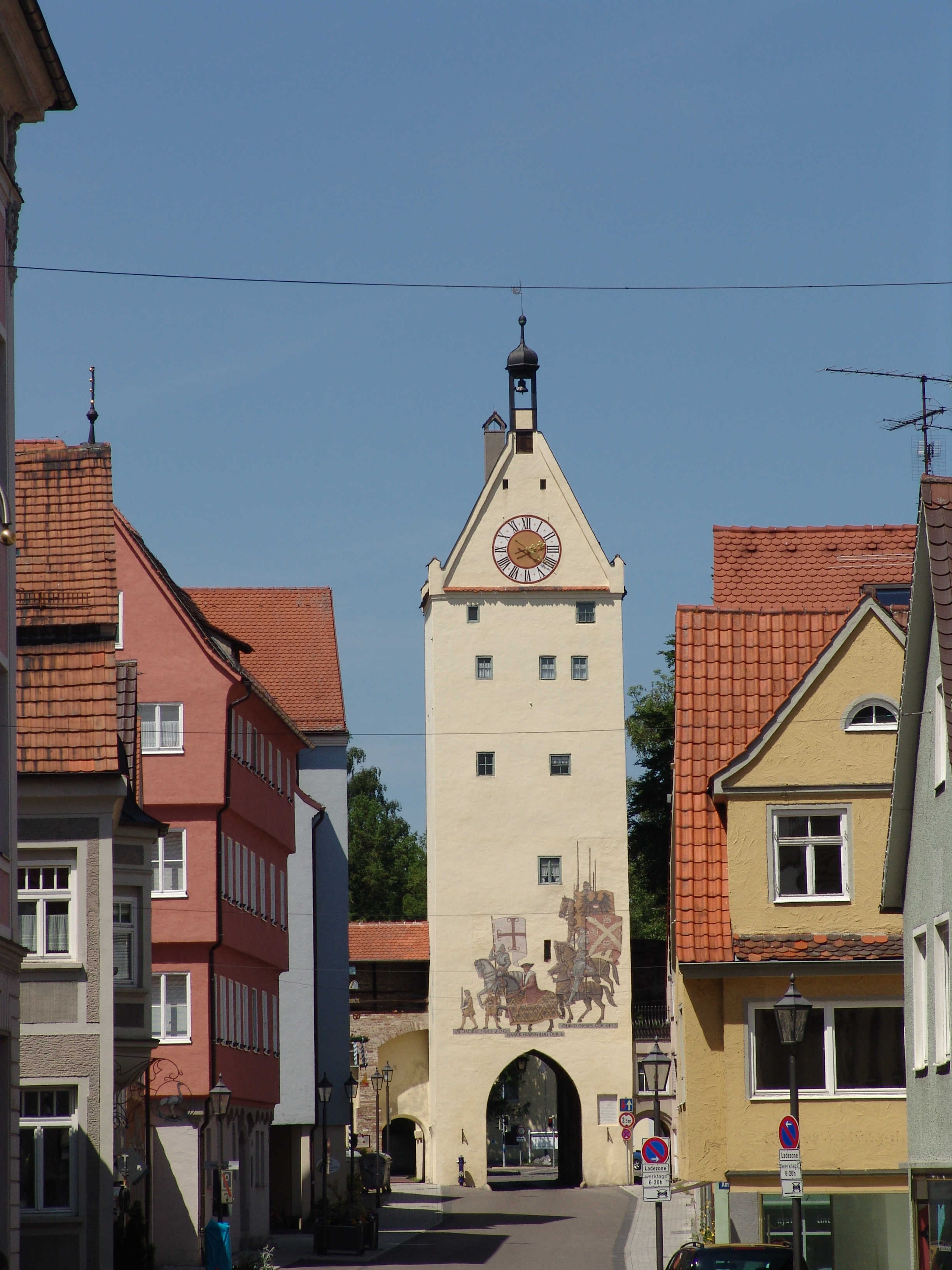
Das Ulmer Tor aus Richtung der Ulmer Vorstadt

Das Ulmer Tor ist ein Stadttor der oberschwäbischen Stadt Memmingen. Es wurde auch Äußeres Niedergassentor genannt.

## Lage
Das Tor steht an der Nordseite der sogenannten Ulmer Vorstadt. Am Tor selbst ist noch ein Stück des historischen Wehrgangs erhalten. Vor dem Tor liegt das Maximilian-Kolbe-Haus.

## Aussehen
Das hohe und schmale Tor ist in seinem Baustil typisch für die Zeit vor dem Dreißigjährigen Krieg. Es hat ein Satteldach. Die moderne Bemalung zeigt auf der nördlichen Seite eine Uhr und den Reichsadler. Auf der Innenseite ist der Einzug Maximilians I. mit Gefolge im Jahr 1489 dargestellt.

## Geschichte

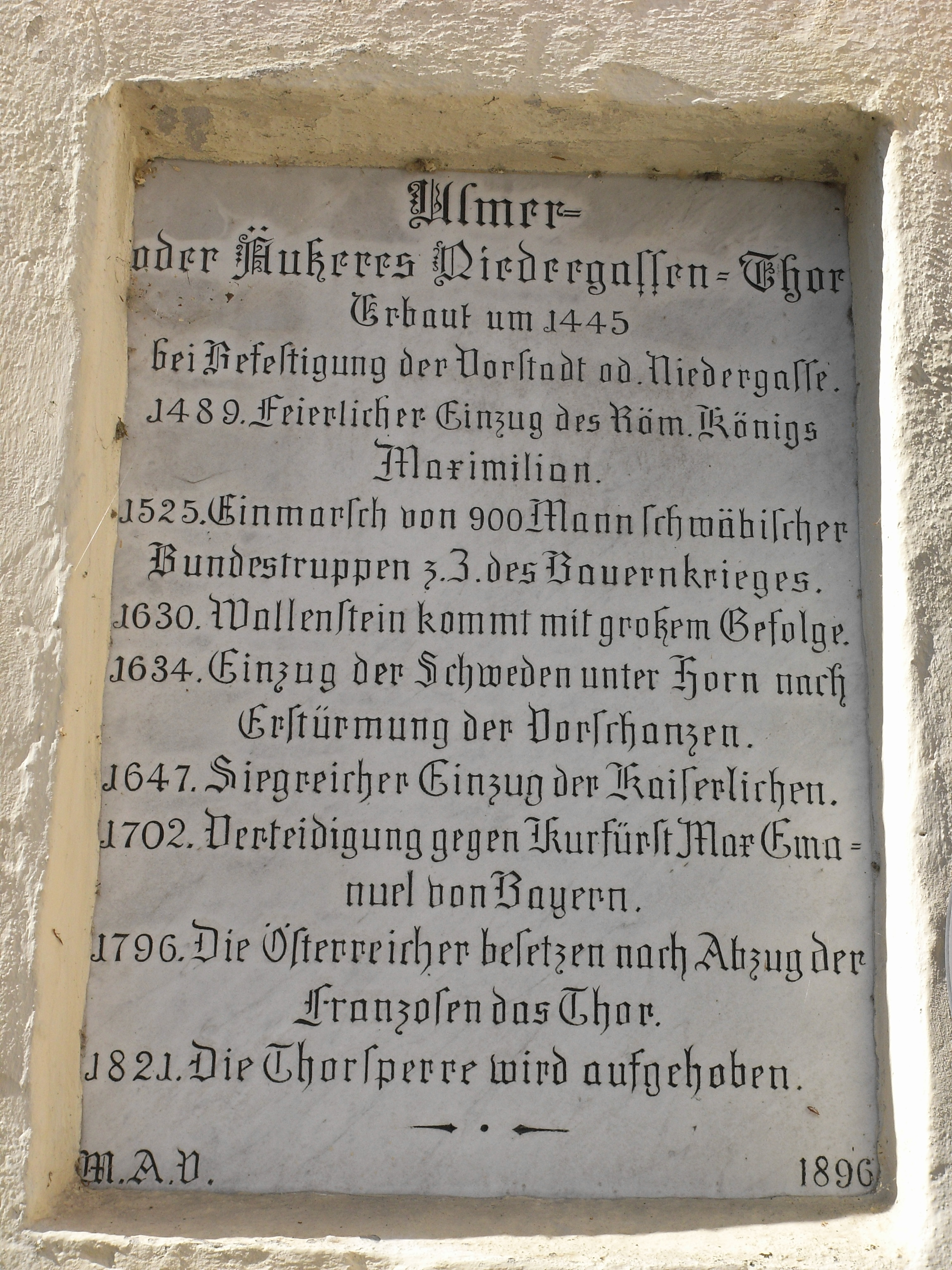
Geschichtstafel am Ulmer Tor (Innenseite).

Um 1400 entstand im Norden der Stadt eine neue Stadterweiterung, die Ulmer Vorstadt. Nach der Umwallung entstand als nördliches Ausfalltor das Ulmer Tor. Der Turm wurde erst 1445 endgültig ausgebaut. 1489 zog Maximilian I. als römisch-deutscher König in seine Reichsstadt Memmingen mit großem Gefolge durch das Tor ein. Der Oberschwäbische Haufen kam im Bauernkrieg mit 900 Mann durch das Tor in die Stadt und schrieb dort in der Kramerzunft die Zwölf Artikel nieder, die erste Menschenrechtserklärung der Welt. Als Wallenstein 1630 aus Ulm kommend die Stadt betrat, wurde er ebenfalls durch das Tor zum Fuggerbau geleitet. Die Schweden, Wallenstein in nichts nachstehen wollend, zogen 1634 auch durch das Niedergassentor in die Stadt und residierten ebenfalls im Fuggerbau. Als die Kaiserlichen die Stadt 1647 wiederum belagerten und besiegten, zogen sie durch das Tor in die Stadt. 1702 verteidigte man erfolglos das Tor gegen die Bayern, es blieb jedoch unbeschädigt. Bei der letzten großen Belagerung und Einnahme der Stadt durch die Franzosen wurde nach deren Abzug das Tor von Österreichern besetzt. 1821 fiel die Torsperre. Seither fehlen die Zugbrücke und die Holztore.